# Arnäs socken

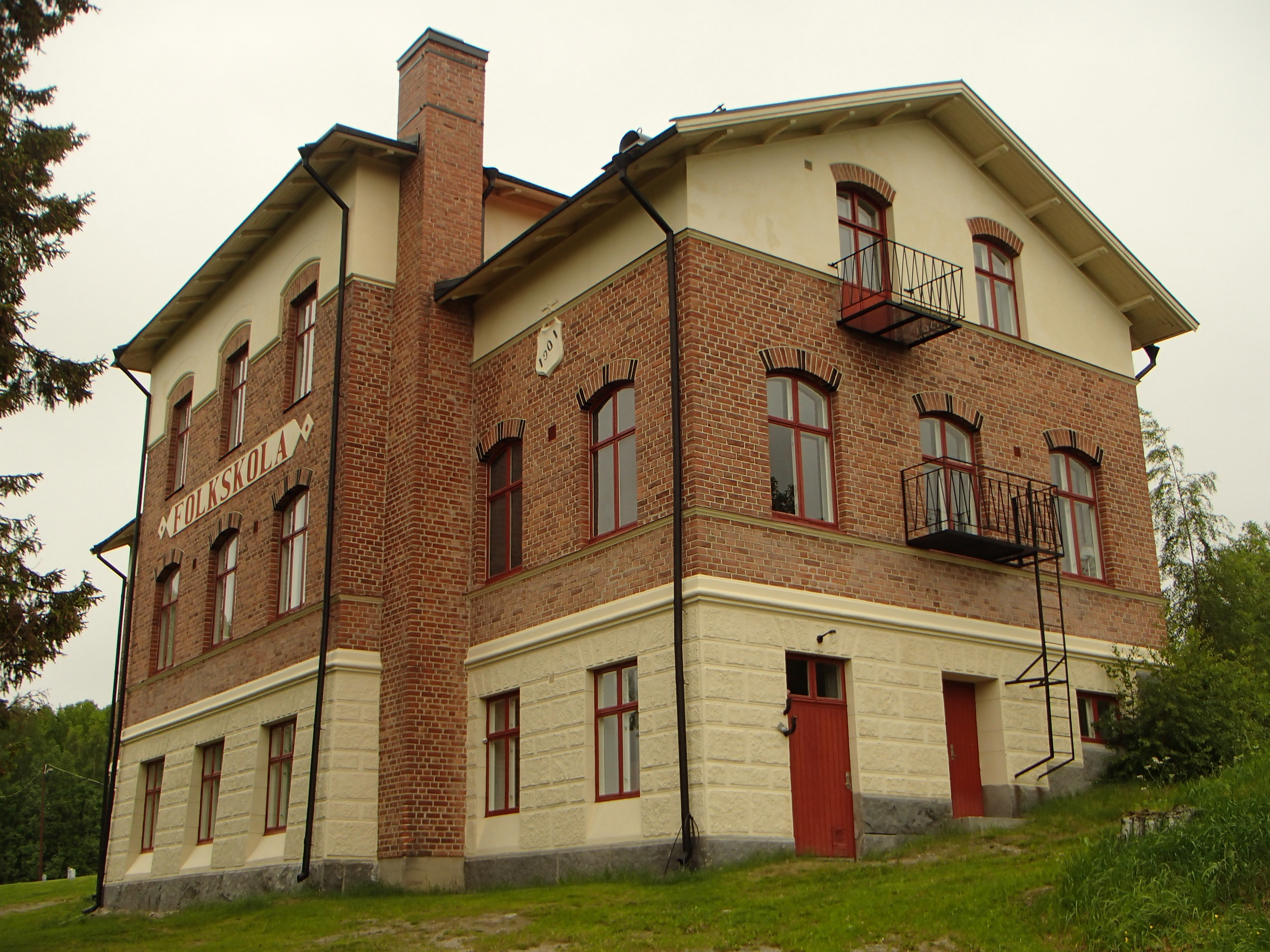
Arnäs skola, byggd 1901, är en byggnadsminnesmärkt folkskola på Arnäs Prästbord 1:51.

Arnäs socken i Ångermanland uppgick 1963 i Örnsköldsviks stad och området ingår sedan 1971 i Örnsköldsviks kommun och motsvarar från 2016 Arnäs distrikt.
Socknens areal var 351,90 kvadratkilometer, varav 332,30 land. År 2000 fanns här 7 789 invånare.  En del av Örnsköldsvik, tätorten Gimåt samt tätorten och kyrkbyn Arnäsvall med sockenkyrkan Arnäs kyrka ligger i socknen. 

## Administrativ historik
Arnäs socken bildades på 1300-talet genom utbrytning ur Själevads socken. 1807 utbröts Gideå församling.
Vid kommunreformen 1862 övergick socknens ansvar för de kyrkliga frågorna till Arnäs församling och för de borgerliga frågorna bildades Arnäs landskommun. Landskommunen inkorporerades 1963 i Örnsköldsviks stad som 1971 ombildades till Örnsköldsviks kommun.
1 januari 2016 inrättades distriktet Arnäs, med samma omfattning som församlingen hade 1999/2000.  
Socknen har tillhört fögderier, tingslag och domsagor enligt vad som beskrivs i artikeln Ångermanland.  De indelta båtsmännen tillhörde Andra Norrlands andradels båtsmanskompani.

## Geografi
Arnäs socken ligger närmast öster och norr om Örnsköldsvik vid Örnsköldsviksfjärden med viss skärgård i söder. Socknen har odlings och kustbygd vid fjärden och höjer sig inåt landet med bergs- och skogsbygd och höjder som i Prästliden i norr når 327 meter över havet.

### Geografisk avgränsning
Socknens sydligaste punkt ligger i Kråksundet mellan Råskärsön och Vågön. Här gränsar socknen mot Själevads socken i söder (Vågön ligger i Själevad). Norr om Vågön ligger, inom socknen, Malmön. Strax öster om denna ö finns ett litet sund, vilket avgränsar Arnäs mot Grundsunda socken, som ligger i öster. Den östra sockengränsen går tämligen rakt mot norr från en punkt mellan Malmöklubben i Arnäs och Västerskär i Grundsunda och genom nämnda sund och upp på fastlandet där gränsen genomlöper byn Sillviken så att dess västra del hamnar i Arnäs och den östra i Grundsunda. Gränsen korsar därefter Killingsnäsviken för att fortsätta norrut över skogstrakten upp till Kittelsjön (44 m ö.h.).
Avgränsningen mot Själevads socken i söder innebär att gränsen går från Kråksundet mot väster och upp över den östra spetsen av Nötbolandet. Byarna Skommarhamn samt Nötbolandet ligger här. Gränsen går därefter vidare västerut över Nötbolandsfjärden, Dekarsöfjärden, genom Bonässundet och upp till Örnsköldsviksfjärden där "tresockenmötet" Arnäs-Själevad-Örnsköldsvik ligger. Från denna punkt viker gränsen tvärt mot norr och når fastlandet väster om förorten Järved, som ligger i socknen. Även Bonäset ligger inom Arnäs. Gränsen går strax nordost om Örnsköldsviks stadsområde och avgränsar därmed Arnäs mot Örnsköldsviks församling. 
I den nyss beskrivna sydöstra delen av socknen ligger, förutom redan nämnda öar och byar, Dekarsön och Burön samt halvön Hornön. Norr om Malmön ligger Havsfjärden och norr om Burön ligger Idbyfjärden, som löper in mot Idbyn vid europaväg 4.
Bland byarna i sydost kan nämnas Bodum, Lunne, Ström, Västerbursjö, Österbursjö, Överfälle samt Kvaved.
Sockengränsen mot Grundsunda socken i öster går rakt mot norr och korsar E4 vid Skravelberget strax väster om Mosjöns kapell (i Grundsunda). Gränsen går genom Svartvattnet och Skillingssjön och faller ut i Gideälven söder om byn Västanå. I Gideälven i höjd med bergshöjden Klumpen ligger socknens nordöstligaste punkt, tillika "tresockenmötet" Arnäs-Grundsunda-Gideå socknar.
Härifrån gränsar socknen i norr mot Gideå socken och korsar Örnsköldsviks flygplats, vilken dock till största delen ligger i Arnäs, men vars nordvästligaste del ligger i Gideå socken. Från flygplatsen går gränsen vidare västerut över Bursjön och via Storberget och Gammfäbodberget till Bremsdalskullen. Här viker gränsen mot sydväst och går norr om byn Paddalsliden fram till "tresockenmötet" Arnäs-Gideå-Själevad. Här viker gränsen mot söder och socknen gränsar i väster mot Själevads socken ner till "tresockenmötet" mellan Arnäs, Själevad och Örnsköldsviks församling, vilket ligger mitt i Höglandssjön (20 m ö.h.).
Örnsköldsviksstadsdelarna Högland, Gimåt, Svartby och Brösta ligger inom Arnäs socken. 
I socknens västra del norr om Örnsköldsvik ligger bland annat byarna Ravesta, Faresta, Klingre, Trehörningen, Utanlandsjö, Västerlandsjö samt Paddalsliden.
I socknens nordöstra del ligger Högbysjön och Täftsjön. Runt dessa sjöar ligger byarna Högbyn, Stensöden, Byggdom, Täfteå, Brunnsnyland, Angsta samt byn Högbysjön. Högbysjön avvattnas av Bryngån till Ovansjösjön, vilken ligger strax söder om E4. Vid Stybbersmarkssjön (66 m ö.h.) ligger byn Stybbersmark och längs vägen mot flygplatsen ligger Torsböle.
Runt hela socknen går Vandringsleden Arnäsleden.

## Fornlämningar
Inom Arnäs socken har man anträffat cirka 70 forngravar. Dessa är dels 40 kuströsen från bronsåldern, dels högar, vilka representerar landets nordligaste järnåldersbygd med fast bosättning.

## Namnet
Namnet (1374 Arnäs) innehåller förleden örn eller arin, 'grusö. grusig mark'. Efterleden näs betyder här 'landsträcka längs vatten' och syftar på östra sidan av Prästtjärn.

## Befolkningsutveckling
| Befolkningsutvecklingen i Arnäs socken 1750–1990                                                         | Befolkningsutvecklingen i Arnäs socken 1750–1990 | Befolkningsutvecklingen i Arnäs socken 1750–1990 | Befolkningsutvecklingen i Arnäs socken 1750–1990 | Befolkningsutvecklingen i Arnäs socken 1750–1990 |
| --- | ------------------------------------------------ | ------------------------------------------------ | ------------------------------------------------ | ------------------------------------------------ |
| |                                                  |                                                  |                                                  |                                                  |
| År |                                                  |                                                  | Folkmängd                                        |                                                  |
| 1750 | 1750                                             |                                                  | 1 589                                            |                                                  |
| 1760 | 1760                                             |                                                  | 1 837                                            |                                                  |
| 1769 | 1769                                             |                                                  | 2 133                                            |                                                  |
| 1780 | 1780                                             |                                                  | 2 159                                            |                                                  |
| 1790 | 1790                                             |                                                  | 2 336                                            |                                                  |
| 1800 | 1800                                             |                                                  | 2 670                                            |                                                  |
| 1810 | 1810                                             |                                                  | 2 157                                            |                                                  |
| 1820 | 1820                                             |                                                  | 2 336                                            |                                                  |
| 1830 | 1830                                             |                                                  | 2 668                                            |                                                  |
| 1840 | 1840                                             |                                                  | 2 948                                            |                                                  |
| 1850 | 1850                                             |                                                  | 3 334                                            |                                                  |
| 1860 | 1860                                             |                                                  | 3 694                                            |                                                  |
| 1870 | 1870                                             |                                                  | 3 716                                            |                                                  |
| 1880 | 1880                                             |                                                  | 4 397                                            |                                                  |
| 1890 | 1890                                             |                                                  | 5 115                                            |                                                  |
| 1900 | 1900                                             |                                                  | 6 171                                            |                                                  |
| 1910 | 1910                                             |                                                  | 5 923                                            |                                                  |
| 1920 | 1920                                             |                                                  | 5 538                                            |                                                  |
| 1930 | 1930                                             |                                                  | 5 507                                            |                                                  |
| 1940 | 1940                                             |                                                  | 5 135                                            |                                                  |
| 1950 | 1950                                             |                                                  | 5 372                                            |                                                  |
| 1960 | 1960                                             |                                                  | 5 581                                            |                                                  |
| 1970 | 1970                                             |                                                  | 6 144                                            |                                                  |
| 1980 | 1980                                             |                                                  | 7 450                                            |                                                  |
| 1990 | 1990                                             |                                                  | 7 795                                            |                                                  |
| Anm: Källor: Umeå universitet - Tabellverket 1749-1859, Demografiska databasen, CEDAR, Umeå universitet. |                                                  |                                                  |                                                  |                                                  |